# Addiction Pinball
Addiction Pinball (spesso abbreviato con AdPin) è un simulatore di flipper sviluppato nel 1998 per Microsoft Windows e in seguito portato per la console PlayStation con il titolo Worms Pinball per sfruttare la fama della serie Worms. La versione per Windows venne pubblicata da Microprose mentre quella per PlayStation venne pubblicata da Infogrames che aveva acquisito Microprose. Entrambe le versioni vennero sviluppate da Team17.
Una versione ridotta per Windows venne presentata nel 1998 con il titolo di Worms Pinball e venne incluso con Worms and Reinforcements United e Worms 2 in una raccolta. Venne incluso anche in The Armageddon Collection, una raccolta del 2000 contenente anche Worms Armageddon. Il gioco venne incluso anche in Worms Blast presentato nel 2002 per Windows.
È possibile che AdPin sia un derivato del gioco Team17 Pinball, un gioco che il Team17 stava sviluppando per Amiga nel 1994 ma che in seguito venne annullato.

## Tavoli
Il gioco ha due tavoli con ambientazione derivata da quella dei giochi sviluppati dal Team17.

### World Rally Fever
Basato sul gioco per MS-DOS nel 1996, questo tavolo è ambientato nel mondo delle gare da corsa di rally. Il primo obiettivo del tavolo è partecipare alle varie competizioni in modo da aumentare i punti.

### Worms
La serie di successo Worms fornisce l'ambientazione per questo tavolo. Per far molti punti bisogna completare le missioni e raccogliere le varie armi in modo da incrementare la potenza di fuoco e la capacità di movimento. Il tavolo è suddiviso in cinque aree (artico, Marte, giungla, deserto e inferno).

## Tavoli annullati
Secondo le informazioni postate dal direttore creativo Martyn Brown del Team17 nel forum ufficiale del sito, inizialmente era prevista la realizzazione di un tavolo basato su Alien Breed, un videogioco sparatutto sviluppato da Team17 per Amiga nel 1991. La tavola era sviluppa e pronta per l'inserimento nel gioco che inizialmente doveva avere da 3 a 5 tavoli come la maggior parte dei giochi per flipper.